# While(1 Is Less Than 2)
while(1<2) è il settimo album in studio realizzato dal disc jockey e produttore discografico canadese deadmau5.

## Descrizione
Molte delle tracce dell'album sono state caricate sull'account SoundCloud di Zimmerman prima di essere rimosse all'inizio del 2014 (tra cui tutte quelle contenute nell'EP 7). La bonus track del secondo disco è presente nel videogioco Goat Simulator. L'album ha ricevuto una nomination ai Grammy Awards per Miglior Album Dance/Elettronico.

## Tracce
Musiche di Joel Zimmerman, eccetto dove indicato.

### Disco 1
1. Avaritia
2. Coelacanth I
3. Ice Age (deadmau5 Remix) (di How to Destroy Angels) (Testo e musica: Mariqueen Reznor, Trent Reznor, Atticus Ross)
4. My Pet Coelacanth
5. Infra Turbo Pigcart Racer
6. Terrors in My Head
7. Creep
8. Somewhere Up Here
9. Phantoms Can't Hang
10. Gula

### Disco 2
1. Acedia
2. Invidia
3. Errors in My Bread
4. Survivalism (deadmau5 Remix) (di Nine Inch Nails) (Testo e musica: Trent Reznor)
5. Silent Picture
6. Rlyehs Lament
7. Superbia
8. Mercedes
9. Bleed
10. Ira
11. Monday
12. A Moment to Myself
13. Pets
14. Coelacanth II
15. Seeya (con Colleen d'Agostino) (Testo: Colleen d'Agostino)

### Bonus Track dell'edizione Best Buy
1. Petting Zoo

## Classifiche
| Classifica (2014) | Posizione massima |
| ----------------- | ----------------- |
| Canada            | 5                 |
| Australia         | 9                 |
| Irlanda           | 25                |
| Paesi Bassi       | 36                |
| Nuova Zelanda     | 25                |
| Svizzera          | 25                |
| Regno Unito       | 14                |
| Stati Uniti       | 1                 |